# قروه
قُروِه شهری در غرب ایران و در استان کردستان است. این شهر، مرکز شهرستان قروه است. این شهرستان در دشت وسیعی در شرق شهر سنندج و غرب شهر همدان قرار دارد و با بخش شمال غربی استان همدان هم‌مرز است، که این دشت از شمال به شهرستان بیجار و از جنوب به شهرستان سنقر در استان کرمانشاه و از غرب با شهرستان دهگلان هم‌مرز است. این شهرستان در دامنهٔ رشته کوه زاگرس و در بلندای ۱۸۵۰ متر بالاتر از سطح دریا واقع شده است و از شهرهای سردسیر ایران و کردستان به‌شمار می‌آید. رشد و توسعهٔ قروه در مسیر جادهٔ (سنندج به تهران) انجام پذیرفته است.
قروه در منطقه‌ای کوهستانی واقع شده و اغلب کوه‌های پیرامون آن در بیش‌تر ماه‌های سال پوشیده از برف‌اند. از مهم‌ترین کوه‌های این شهر می‌توان به بدر، پریشان، پنجه‌علی (پنجه)، حاج‌آقا، قره‌یارکه، قلوز و کولاره اشاره کرد. رود شور مهم‌ترین رود قروه بوده و آب این رود به همراه سایر رودهای منطقه به قزل‌اوزن می‌ریزد. از سایر رودهای قروه می‌توان اوزون، تلخه‌رود، را نام برد.

## واژه‌شناسی
مورد اطمینان‌ترین ریشه‌یابی نام شهر قروه، برگرفته از گل وا بوده که به محلی گفته می‌شد که گل در آن زیاد بوده و با اندکی بارندگی گل به وجود می‌آید. قروه معرب کلمهٔ فارسی میانه (گوربِگ) بوده و مرکب از (گروگور) یعنی دشت و صحرایی هموار و از این جهت است که (گور) با (بگ) به معنی خدا که بر روی هم گوربک یعنی دشت خدا است. در اسفند آباد شهرستان قروه کنونی کلمهٔ اسفند در لغتنامهٔ دهخدا چنین تعبیر می‌شود اسفند. [اِ ف َ] (اِ) در اوستا سپنته صفت است (در تأنیث سپنتا) یعنی پاک یا مقدس است. در بسیاری از کلمات بسیط و مرکب فارسی بجا مانده مانند: اسفند یا سپند گیاهی که در لاتینی روتا نام دارد و دانهٔ آن بخوری است معروف. حنظلهٔ بادغیسی گوید:
یارم سپند اگرچه بر آتش همی فکند
از بهر چشم تا نرسد مر ورا گزند
اورا سپند و آتش ناید همی بکار
با روی همچو آتش و با خال چون سپند.

## ساختار شهری

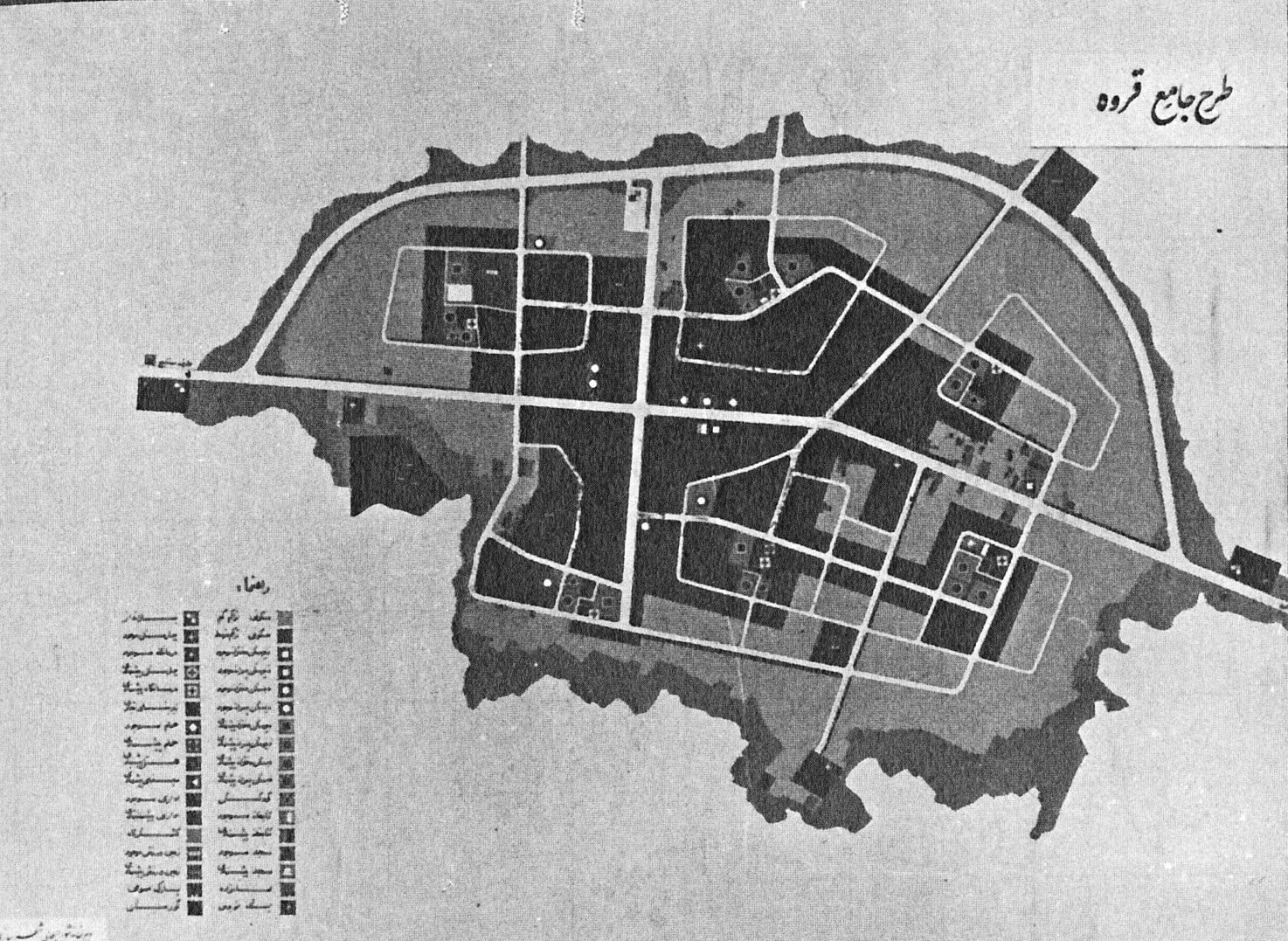
طرح جامع شهر قروه در سال ۱۳۵۲ خورشیدی.

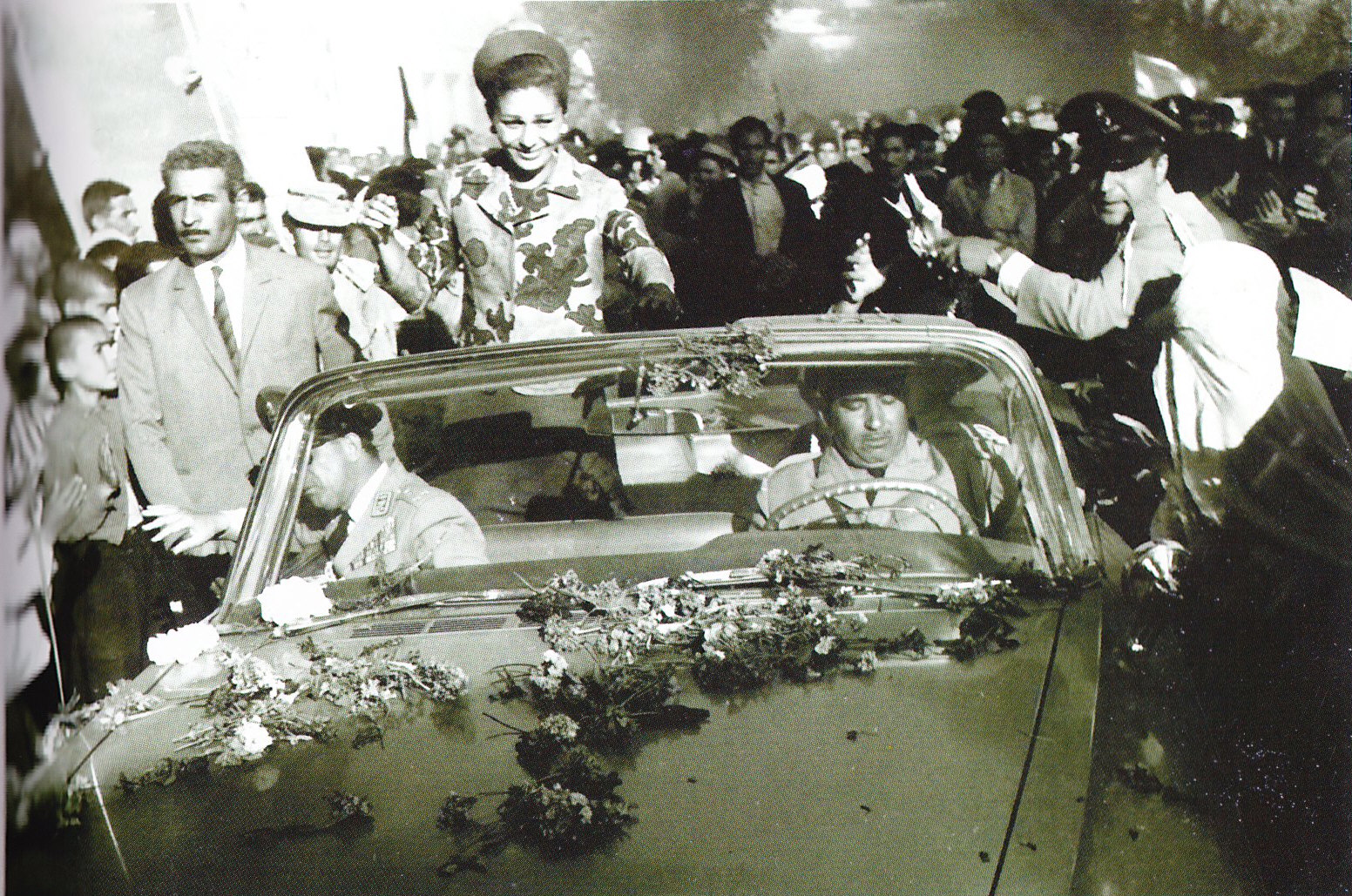
فرح پهلوی در بازدید از قروه

محدودهٔ کنونی شهرستان قروه از قرن نهم به بعد به قلمرو علی شکر معروف بوده است. علی شکر از امرای جهانشاه میرزا قراقوینلو بوده است بلوک اسفند آباد شهرستان قروه کنونی در دورهٔ حکومت قراقویونلوها به همدان تعلق داشته است. قلمرو علی شکر در زمان کنون پسر بلافصل اردلان که حاکم کردستان در سال‌های ۶۰۶ تا ۶۲۶ ه‍.ق بوده است به کردستان الحاق شده است در سال ۹۰۱ ه‍.ق قلمرو علی شکرشاه به انضمام مهربان و جوانمرد کنونی به سرخاب بیک پسر مأمون بیک واگذار می‌شود. در دورهٔ قاجاریه در دارالحکومه اسفند آباد که در قدیم قلمرو علی شکر نامیده می‌شود و یکی از بلوکات هجده‌گانهٔ سنندج به‌شمار می‌رود در قریهٔ قصلان بود. در عهد امان‌الله خان بزرگ قصلان قلعه و عمارات و حمام و مسجد باغ و بیشه زیادی داشته است.
مستندات تاریخی نشانگر آن است که قروه نه تنها به عنوان یک شهر در دورهٔ قاجاریه مطرح نبوده بلکه مراکز جمعیتی روستایی دیگری که در اطراف آن وجود داشته مانند روستای قصلان بدون تردید یک مرکز جمعیتی قدیمی در منطقه محسوب می‌شده و از اهمیت و مرکزیت بیشتری برخوردار بوده است.
رشد و توسعهٔ قروه در مسیر راه ارتباطی همدان به سنندج صورت گرفته است. قرائن تاریخی موید آن است که این روند از اواخر دورهٔ قاجاریه شروع می‌شود هستهٔ اولیهٔ روستای قروه در کنار چشمهٔ سراب و در ارتفاعات جنوب غربی شکل گرفته است این ارتفاعات بر دشت وسیع حاصلخیز شمال و شمال شرقی خود مسلط بوده است.

### تقسیمات کشوری
شهر قروه قبل از تقسیمات استانی یکی از شهرهای همدان به‌شمار می‌رفته است شهرستان قروه از سال ۱۳۱۶ تا سال ۱۳۳۷ در تقسیمات کشوری به شهرستان همدان پیوست. در تغییراتی در تقسیمات کشوری به استناد فرمان شورای وزرا در تقسیمات کشوری سال ۱۳۳۷ صورت می‌گیرد و شهر قروه از شهرستان همدان جدا می‌شود و به استان کردستان می‌پیوندد.

## سیاست

### تغییرات شهری
طرح جامع شهر قروه، در جلسهٔ مورخهٔ ۲۴ بهمن ۱۳۵۰ شورای عالی شهرسازی و معماری ایران مطرح شده و مورد تأیید قرار گرفت. این طرح در جلسهٔ مورخهٔ ۱۷ دی ۱۳۵۱ مورد تصویب آن شورا قرار گرفت. همچنین در جلسهٔ مورخهٔ ۱۰ آبان ۱۳۵۷ در این طرح تغییراتی داده شد. طرح جامع قروه در جلسهٔ مورخهٔ ۲۰ تیر ۱۳۶۷ مورد تصویب نهایی قرار گرفت و برای تأیید به شورای شهرسازی استان کردستان و وزیر مسکن و شهرسازی تقدیم شد. این طرح در شورای شهرسازی استان کردستان تصویب شده و مجدداً در جلسهٔ مورخهٔ ۸ بهمن ۱۳۶۹ در شورای عالی شهرسازی به تصویب رسید. در جلسهٔ مورخهٔ ۲۵ امرداد ۱۳۷۸ شورای عالی شهرسازی و معماری ایران، مغایرت‌های اساسی این طرح مورد بررسی قرار گرفت. طرح جامع قروه در جلسهٔ مورخهٔ ۱۱ آذر ۱۳۸۵ شورای برنامه‌ریزی و توسعهٔ استان کردستان تصویب و در جلسهٔ مورخهٔ ۳ مهر ۱۳۸۶ مورد تنفیذ دبیر شورای عالی شهرسازی و معماری ایران قرار گرفت.

### شهرداری قروه
شهرستان قروه تنها شهرِ دارای شهرداری ویژه در استان کردستان است. با توجه به نوع خدمات شهری انتخاب شهردار در این شهرستان از اهمیت و حساسیت بالایی برخوردار بوده است.

## مردم‌شناسی
شهر قروه یکی از شهرستان‌های مهاجرپذیر استان به‌شمار می‌رود. وجود آب و هوای خنک، موقعیت ترانزیتی، و دشت‌های حاصلخیزی است که در توسعه این شهر مؤثر بوده است از جمله عوامل رشد این شهر مهاجرت بی‌رویه به این شهر است که از رشد قابل ملاحظه ای برخوردار بوده است.

### هرم جمعیتی
| مردان | سن    | زنان  |
| ----- | ----- | ----- |
| ۴     | +۱۰۰  | ۱     |
| ۴     | ۹۵–۹۹ | ۸     |
| ۳۰    | ۹۰–۹۴ | ۴۱    |
| ۲۷۳   | ۸۵–۸۹ | ۲۱۱   |
| ۴۹۷   | ۸۰–۸۴ | ۵۴۲   |
| ۸۱۸   | ۷۵–۷۹ | ۷۲۵   |
| ۱٬۰۸۵ | ۷۰–۷۴ | ۹۳۷   |
| ۹۶۲   | ۶۵–۶۹ | ۱٬۱۵۲ |
| ۱٬۴۹۴ | ۶۰–۶۴ | ۱٬۸۲۷ |
| ۲٬۲۱۳ | ۵۵–۵۹ | ۲٬۲۴۵ |
| ۲٬۱۴۶ | ۵۰–۵۴ | ۲٬۲۸۵ |
| ۲٬۳۲۹ | ۴۵–۴۹ | ۲٬۴۶۳ |
| ۲٬۹۸۱ | ۴۰–۴۴ | ۳٬۱۹۰ |
| ۳٬۲۴۰ | ۳۵–۳۹ | ۳٬۵۷۷ |
| ۴٬۷۶۷ | ۲۵–۲۹ | ۴٬۷۵۶ |
| ۴٬۷۹۹ | ۱۵–۱۹ | ۴٬۵۷۰ |
| ۵٬۵۱۲ | ۲۰–۲۴ | ۵٬۱۴۶ |
| ۳٬۴۴۱ | ۱۰–۱۴ | ۳٬۲۸۲ |
| ۳٬۴۲۶ | ۳۰–۳۴ | ۳٬۹۲۵ |
| ۳٬۱۷۶ | ۵–۹   | ۳٬۰۰۶ |
| ۳٬۴۱۴ | ۰–۴   | ۳٬۲۱۲ |

### زبان
مردم شهرستان قروه به زبان‌های کردی و ترکی آذربایجانی صحبت می‌کنند؛ و پیرو دین اسلام مذهب تسنن و تشیع هستند.لازم است ذکر شود تعدادی خانوار بهایی نیز در این شهر ساکن هستند. برپایهٔ سرشماری عمومی نفوس و مسکن سال ۱۳۹۵ خورشیدی، جمعیت قروه در این سال بالغ بر ۱۱۵٬۲۳۸ نفر بوده است.

## تاریخچه

### تقسیم‌بندی استانی
شهر قروه براساس قانون تقسیمات کشوری مصوب شورای وزرا در سال ۱۳۳۷ ه‍.ش از استان همدان منتزع شد و به استان کردستان ملحق گردید. این شهر قبل از تقسیمات استانی نیز یکی از شهرهای همدان به شمارمی‌رفته است.
در شهرستان قروه ۱۶۵ اثر تاریخی به ثبت میراث فرهنگی کشور رسیده است که نماد تمدن کهن مردم این شهرستان است.

### پل فرهادآباد
در روستای فرهاد آباد پل تاریخی این روستا قرار دارد. این پل از لحاظ معماری دارای هشت دهانه که چشمه وسط بزرگتر و نوع قوس‌های بکار رفته عموماً جناغی و مصالح بکار رفته در آن آجر است. هرچند تاریخ دقیق ساخت پل مشخص نیست اما با توجه به شیوه معماری بکار رفته در آن به احتمال قوی از پل‌های دوران صفوی است و از آنجا که این پل در گذشته به عنوان راه مواصلاتی ناحیه قروه به سمت زنجان و مسیر عبور کاروانیان به‌شمار می‌رفت از اهمیت بالایی برخوردار بوده است و در دوران حکومت خسروخان اول مقارن با حکومت زندیه مورد تعمیر و بازسازی قرار گرفت و در دوره حکومت قاجار نیز توسط فرهاد میرزا معتمدالدوله عموی ناصرالدین شاه نیز مورد مرمت و بازسازی کامل قرار گرفت؛ و در سال ۱۳۷۹ تحت شماره ۲۶۴۷ به عنوان اولین اثر تاریخی شهرستان در ردیف آثار ملی کشور به ثبت رسید.

### صخره‌های تاریخی فرهاد تراش (وینسار)
در فاصله سه روستای داش‌بلاغ، آق‌بلاغ و وینسار بر روی کوهی مرتفع، بقایای یک معدن بزرگ سنگ قرار دارد در این معدن آثار سنگی مشاهده می‌شود که با نظم خاصی بریده شده و گفته می‌شود در زمان ساخت معبد آناهیتا از این سنگ‌ها استفاده شده است؛ که از نظر نوع، اندازه و تراش سنگ دارای ویژگی‌های خاص و از اهمیت بسیاری برخوردار است. باور مردم برآن است که این سنگ‌ها به داستان شیرین و فرهاد ارتباط دارد. نوع حجاری و سفال‌های موجود در منطقه، احتمالاً به دوره ساسانی تعلق دارد. در ضلع شرقی کوه فرهاد تراش دهانه غاری وجود دارد که اورل استین مستشرق اروپایی هنگام بررسی منطقه غرب کشور، از این غار نام برده است. این محوطه به تاریخ ۱۳۸۲ تحت شماره ۱۰۷۷۹ در ردیف آثار ملی کشور به ثبت رسیده است.

### حمام قصلان
روستای قصلان در ۶ کیلومتری شمال شرق قروه قرار دارد و تپه باستانی ضلع غربی آن که به شماره ۸۵۲۴ در تاریخ ۱۳۸۲ در ردیف آثار تاریخی به ثبت رسیده است دارای پیشینه‌ای بلندمدت در زمینه باستان‌شناسی و شناخت تاریخ و فرهنگ و هنر نیاکان این سرزمین است.
دیگر اثر تاریخی روستا که قابلیت جذب گردشگر را داراست حمام قصلان است که جزئی از مجموعه بزرگ ارگ، بازار، مسجد و بناهای باشکوهی بوده که بنای آن به اواخر دوره زندیه و زمان حکومت خسرو خان اول والی وقت کردستان برمی‌گردد.
هرچند امروزه دیگر بناها کاملاً از بین رفته و لیکن بقایا و خطوط اولیه آن‌ها باقیمانده است؛ حمام قصلان دارای قسمت‌های مختلفی همچون هشتی، حمام سرد، میاندر، حمام گرم و خلوتی خصوصی و عمومی و خزینه وتون است با تزیینات منحصر بفرد آهکبری با طرح‌های گیاهی، هندسی و انسانی و حیوانی مزین شده و در نوع خود قابل توجه است.
بر اساس کتیبه‌ای که بر سر درب ورودی حمام نصب شده بود و اکنون در موزه سنندج نگهداری می‌شود این بنا در سال ۱۲۵۵ ه‍.ق در روزگار آصف حاکم وقت سنندج مجدداً تعمیر و مرمت شده است.
این حمام تا اوایل انقلاب اسلامی مورد استفاده بوده که با احداث حمام جدید در روستا از رونق آن به تدریج کاسته شد و در سال ۱۳۷۹ به عنوان دومین اثر تاریخی شهرستان بعد از پل تاریخی فرهادآباد به شماره ۲۸۳۵ در ردیف آثار ملی کشور به ثبت رسید و در سال ۱۳۸۰ عملیات مرمت و تعمیرات توسط واحد حفظ و احیای مدیریت وقت میراث فرهنگی استان آغاز و از آن تاریخ تاکنون در چندین مرحله عملیات مرمت صورت پذیرفته است.
بر اساس برنامه‌ریزی تنظیم شده و با توجه به موقعیت و ویژگی شهرستان در خصوص دارا بودن معادن مختلف سنگ مقرر شده است که بعد از پایان امورات مرمتی و تعمیراتی حمام، ساختمان مذکور تبدیل به موزه سنگ و دست‌ساخته‌های سنگی منطقه شود.

### امامزاده سید جلال الدین
روستایی در ۱۸ کیلومتری شمال شرقی قروه با قدمتی به درازای تاریخ و جاذبه‌هایی بکر و زیبا و امام‌زاده‌ای در شرق روستای باباگرگر بنام سید جلال‌الدین ابن سید معزالدین وجود دارد و مورد توجه تمامی مسافرینی است که از سایر استان‌ها برای زیارت آن به این شهرستان سفر می‌کنند تاریخ دقیق از ساخت بقعه مشخص نیست، ولی به نظر می‌رسد که پیش از دوره حاکمیت دولت ترکی آذربایجانی قاجار و توسط معماران محلی ساخته شده است.
بنای اولیه آن به دوره صفویه بر می‌گردد بر اساس اطلاعاتی که از کتاب‌های قدیمی به دست آمده، نسبت شریف آن حضرت با چند واسطه به امام محمد باقر علیه‌السلام می‌رسد.
مقبره امامزاده از چند بخش تشکیل شده، اتاق اصلی و گنبدی شکل آن در بخش جنوبی و اتاق‌های دیگر در ضلع شرقی جای دارد چشمه آب معدنی باباگرگر ترکیبی گوگردی دارد که احتمالاً از دهانه یک آتشفشان خاموش بیرون می‌آید و برای درمان بسیاری از بیماری‌های پوستی مفید است آب چشمه از دل زمین می‌جوشد و در استخر دایره‌ای شکل جمع می‌شود و منظره جالبی را به وجود آورده است در این محل چشمه‌های آهک‌ساز فراوان، برجستگی‌هایی به وجود آورده‌اند که مشهورترین آن‌ها اژدها نام دارد. این پدیده در حدود ۳۰۰ متر طول، ۵ متر ارتفاع و پهنایی بین ۴ تا ۷ متر دارد.
در شرق و شمال‌شرقی اژدها چند برجستگی در جهات مختلف، اما کوچک‌تر از آن وجود دارد که محل شکاف خروج آب هنوز در وسط آن به چشم می‌خورد. این برجستگی‌های کوچک را دست‌های اژدها می‌نامند.
هر ساله جمع قابل توجهی از گردشگرانی که به شهرستان قروه سفر می‌کنند چند ساعتی از سفر خود را برای زیارت این امام زاده و دیدن جاذبه‌های گردشگری این منطقه اختصاص می‌دهند.
افسانه‌های زیادی در مورد کرامات این امامزاده وجود دارد به قول قدیمی‌ها این تخته سنگ اژدهایی که پشت آن شکافی قرار دارد واقعی بوده و به فرمان این امامزاده به سنگ تبدیل شده است.

## ورزش قروه
در حال حاضر سه هزار۵۰۰ نفر ورزشکار سازمان یافته وجود دارد از این تعداد، دو هزار۵۰۰ نفر از آقایان و هزار نفر شامل بانوان می‌باشد. ۱۵ هیئت ورزشی بانوان و ۳۵ هیئت ورزشی آقایان در این شهرستان فعال است در حال حاضر ۱۹۲ مربی بانوان و آقایان در این شهرستان وجود دارد که از این تعداد ۱۲۰ نفر در سطح درجه ۳، ۵۵ نفر در سطح درجه ۲، ۱۰ نفر در سطح درجه یک، دو نفر در سطح ملی و پنج نفر در سطح بین‌المللی فعالیت می‌کنند. ۲۳ باشگاه فعال شهرستان در رشته‌های فوتبال، کشتی، بدنسازی، کونگ فو، آیروبیک، یوگا، بیلیارد و کاراته و کوهنوردی و بوکس وجود دارد ورزشکاران و جانبازان و معلولین شهرستان در این رشته‌ها دارای مقام‌های کشوری می‌باشد.

## صنعت و معدن
قروه سه شهرک صنعتی به نام‌های آونگان، دلبران و سه‌راهی میهم را در خود جای داده است؛ همچنین ۸۰ واحد صنعتی در این شهر مشغول به فعالیت‌اند. قروه معادن سنگ و طلای بسیاری را در خود جای داده و نیاز منطقه به سنگ‌های مختلف را تأمین می‌کند. معادن مختلف آنتیموان در معدن بهارلو، پوکهٔ معدنی، شن کوهی، گرانیت، ماسهٔ کوهی، مرمر و مرمریت در این شهر قرار گرفته‌اند. همچنین از مهم‌ترین سنگ‌های معدنی استخراجی از معادن این شهر می‌توان به سرامیک چینی، کریستال و گرانیت اشاره کرد.
تعداد کارگاه‌های استخراج معدن قروه در سال ۱۳۸۳ خورشیدی، بالغ بر ۴۶ کارگاه بوده که این کارگاه‌ها مسئولیت استخراج معادن این منطقه را برعهده داشته‌اند. در سال ۱۳۸۴ خورشیدی، شرکت استرالیایی ریوتیتنو یکی از معادن بزرگ طلا را در منطقهٔ بهارلو-داش‌کسن در شرق قروه کشف کرد. پروانه بهره‌برداری این معدن اکنون با نام ساریگونی صادر شده است و دو شرکت داخلی با همکاری یک شرکت قزاقستانی در حال آماده‌سازی این معدن به منظور بهره‌برداری از آن هستند. ذوب آهن زاگرس در این شهرستان واقع است.

## خدمات عمومی
مراکز درمانی
- بیمارستان شهید بهشتی قروه
- درمانگاه مهدیه
- کلینیک تخصصی شهید عبدالملکی (اورژانس سابق)
- درمانگاه تأمین اجتماعی قروه
- درمانگاه شماره ۲ شهرستان قروه
- درمانگاه شماره ۴ شهرستان قروه
- کلینیک تخصصی بیمارستان
- درمانگاه شهرک امام خمینی (در حال احداث)
- مجتمع پزشکان سعید
- مجتمع پزشکان باران
- ساختمان پزشکان

## بهداشت و درمان
در حال حاضر در بخش بهداشت و درمان این شهرستان از ۱۷۶ تخت موجود در بیمارستان قروه ۱۳۴ تخت فعال است با راه اندازی بیمارستان ۵۰ تختخوابی تأمین اجتماعی بخشی از مشکلات بخش بهداشت و درمان در این شهرستان حل می‌شود. فرسودگی تجهیزات بیمارستان قروه مانع ارائه خدمات مطلوب به بیماران می‌شود در زمینه بهداشت کارهایی برای این شهرستان صورت گرفته اما ناکافی است. همچنین احداث بیمارستان جدید و متناسب با امکانات روز اولویت نخست درمان و سلامت برای مردم این شهرستان است.

## سرشناسان

### مشاهیر قروه
- عربعلی شروه شروه را می‌توان پایه‌گذار نقاشی نوین در ایران دانست که با تألیف و ترجمه بیش از صد عنوان کتاب آموزشی و آکادمیک در زمینه‌های مختلف هنری از جمله نقاشی و طراحی، نقشی مهم در توسعه هنر ایران داشته است وی در اردیبهشت ماه سال ۱۳۹۰ به علت بیماری سرطان درگذشت.[۲۹]
- میرزا رضا ملکی اولین رئیس انجمن و شهردار قروه، به همت و پیگیری و اعمال نفوذ ایشان و همراهی دوستانش، قروه در سال ۱۳۳۳ به شهر تبدیل گردید، اولین فرماندار قروه آقای نیرومند و اولین بخشدار نیز آقای کبودوند بودند.[۳۰]
- آزیتا صالحی، بازیگر سینما و تلویزیون در آثاری همچون سریال تلویزیونی سنگ و شیشه سریال تلویزیونی قافله این عمر و فیلم سینمایی آقای بخشدار به کارگردانی خسرو معصومی آغاز کرده است این بازیگر معروف در سال ۱۳۷۷ درگذشت.[نیازمند منبع]
- علیرضا حنیفی نویسنده نمایشنامه، مدرس نقاشی، عکاس و کارگردان نمایش.[۳۱]استاد عربعلی شروه

استاد عربعلی شروه

- رضا هدایت هنرمند. برنده جایزه تشویقی تصویرسازی نومای ژاپن در سال ۱۳۸۳.[۳۲]
- سیدعماد حسینی یکی از نمایندگان سابق شهر قروه بود که پس از نمایندگی در دوره هفتم و هشتم، معاون وزیر نفت شد.
- محمدرضا رحیمی از شهریور ۱۳۸۸ تا ۱۳۹۲ و در دولت دهم محمود احمدی‌نژاد، معاون اول رئیس‌جمهور ایران بود.

## فرهنگ و هنر

### کتابخانه‌ها
- در حال حاضر این شهرستان دارای ۵ کتابخانه عمومی نهادی و یک کتابخانه عمومی مشارکتی است.[۳۳]

### آیین‌های سنتی
مردم قروه مراسم عید باستانی نوروز را باشکوه خاصی برگزار می‌کنند. یکی از روستاهای این شهرستان که ساکنان آن چراغ آداب و رسوم کهن را روشن نگه داشته است، روستای طوغان در اطراف شهرستان قروه است. طوغان مردمی خونگرم و مهمان نواز دارد. زن‌های این روستا با ساخت عروسک‌های پشمی سیاه رنگ که بیشتر به شکل کلاغ است، آن‌ها را برای مراسم گار که در زبان فارسی به معنی قارقار کلاغ است، آماده می‌کنند، مراسم گار مربوط به صدها سال پیش است. مردم این روستا برای رهایی از فصل سرما و دور کردن این پرنده، در گذشته کلاغ عروسکی می‌ساختند. آن را داخل قفس چوبی یا حصیری که ساخته دست خودشان بود اسیر می‌کردند، چرا که بر این باور بودند با این کار کلاغ‌های واقعی از ترس اسارت از خانه آن‌ها دور می‌شوند و به این ترتیب این آیین نهادینه شد.

### سینما فردوسی قروه
از اواخر دهه ۷۰ به بعد اولین سینمای شهرستان سینما فجر قروه، که تعطیل شده بود. عملیات راه اندازی سینما فردوسی قروه به همت اداره فرهنگ و ارشاد اسلامی قروه و با عزم جدی سینما شهر تهران و بخش خصوصی در دهه فجر ۹۳ شروع به فعالیت نمود و با اکران بارکد در شهرستان قروه افتتاح شد که سینما شهر تهران ۴۰۰ میلیون ریال و بخش خصوصی نیز برای مناسب‌سازی فضای آمفی‌تئاتر و تبدیل آن به سینما ۲۰۰ میلیون ریال هزینه کرده است. این سینما ظرفیت ۲۰۰ تماشاچی را دارد و با اکران فیلم‌های سینمایی روز به صورت صدای دالبی و تصویر فول اچ دی خواهد بود که سینما فردوسی شهرستان قروه را به یکی از برترین سینماهای باختر کشور تبدیل خواهد کرد.

## نگارخانه

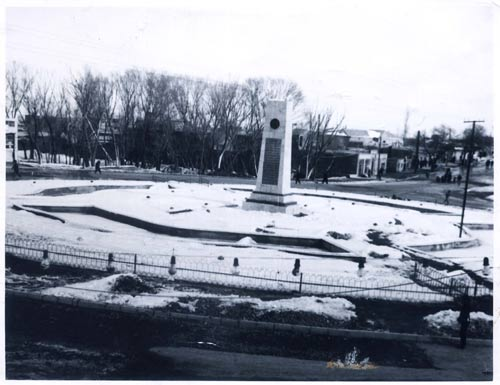
میدان قدیمی قروه
دریاچه سراب کوثر
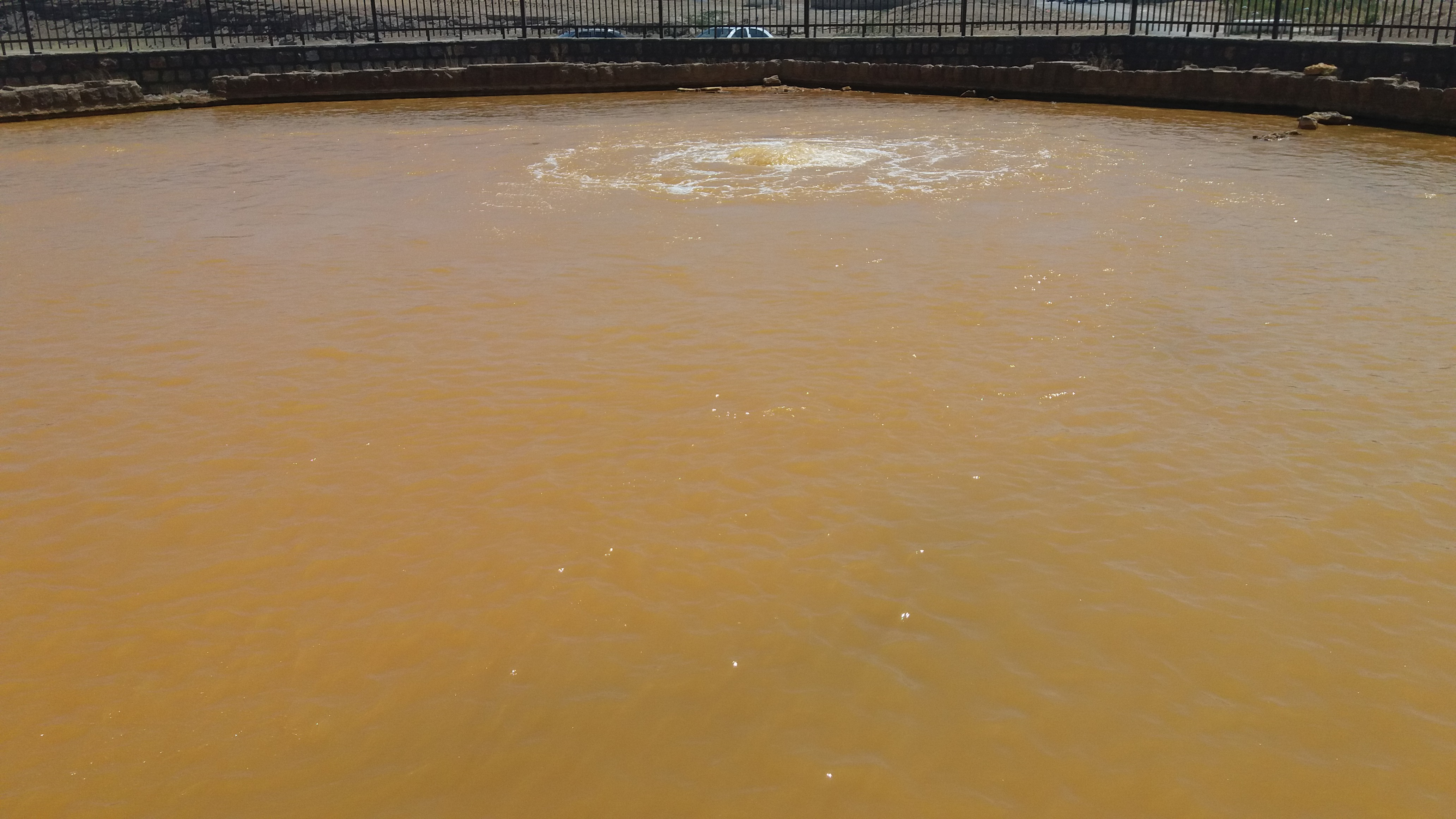
چشمه آب معدنی باباگرگر
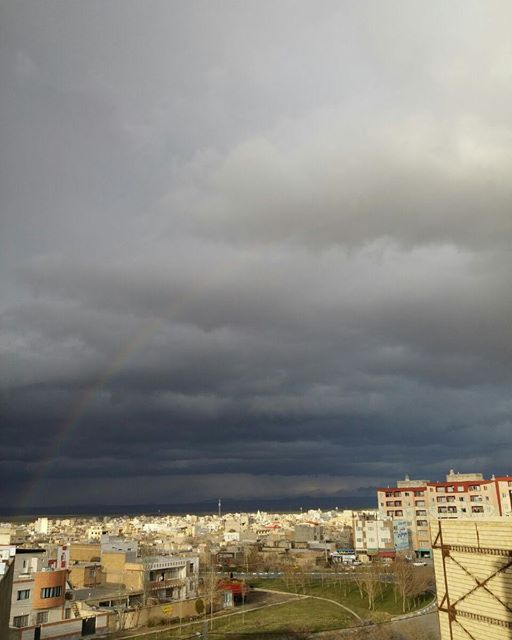
نمایی از شهر قروه
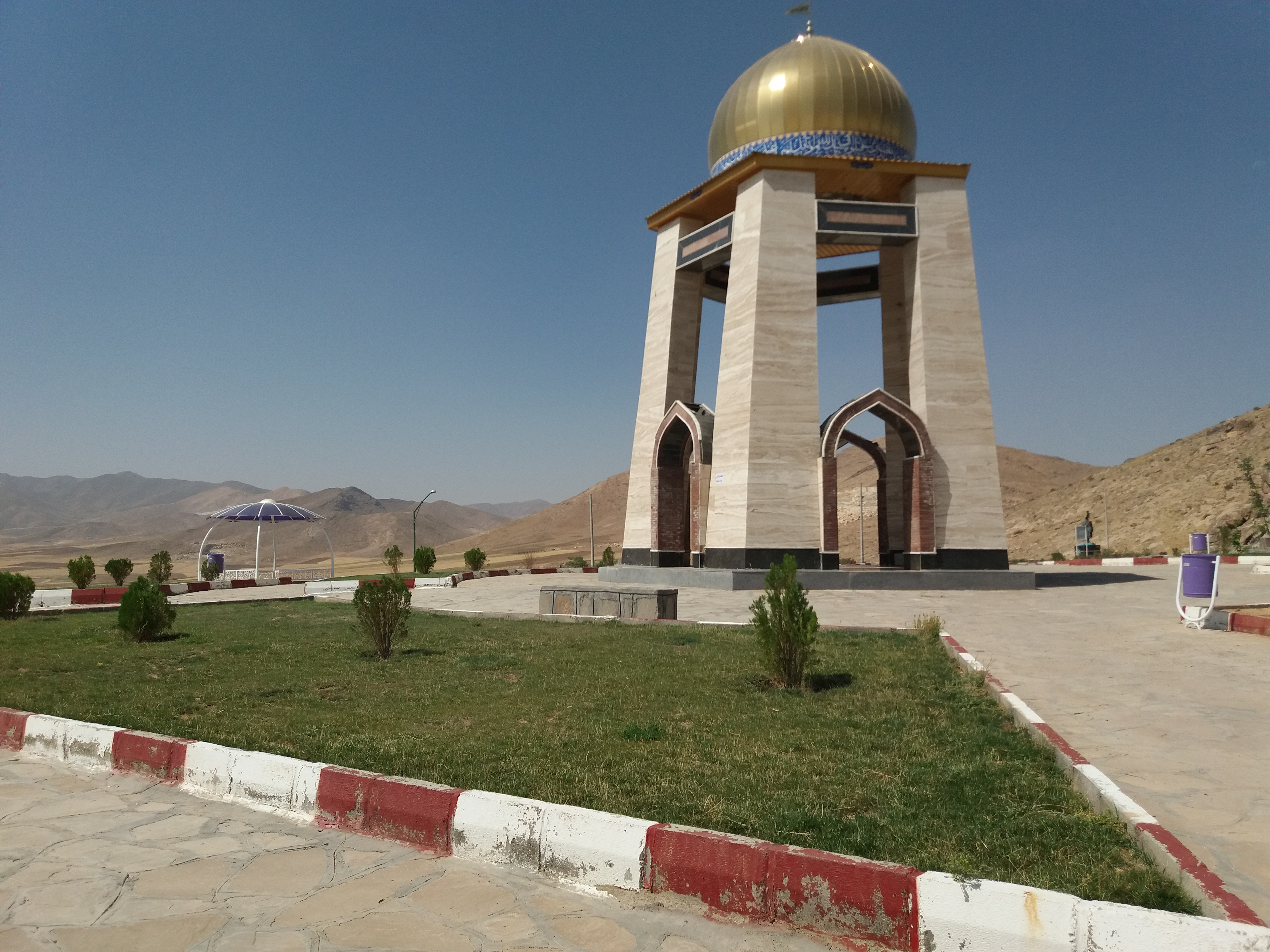
بام سبز قروه
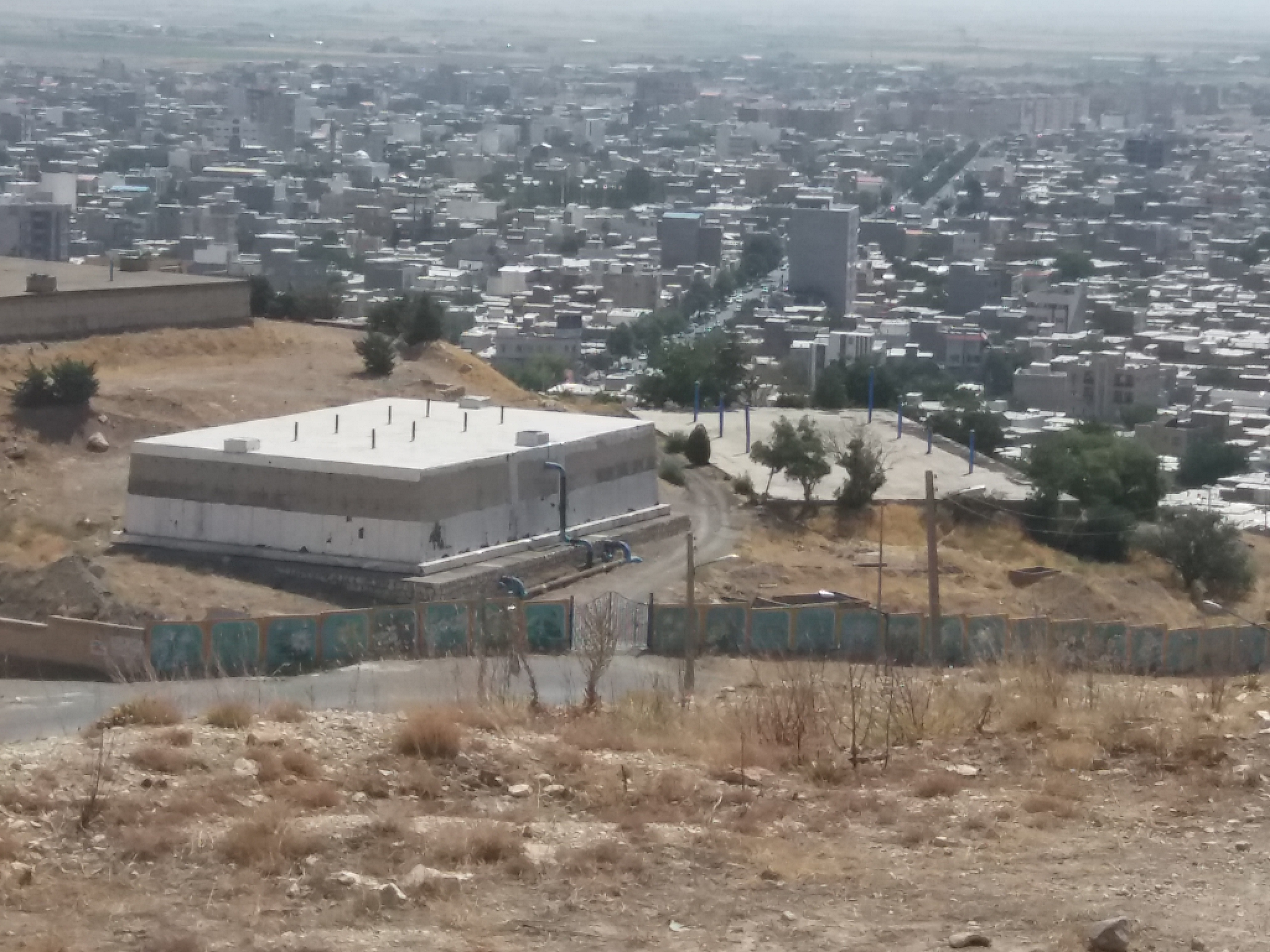
شهر قروه
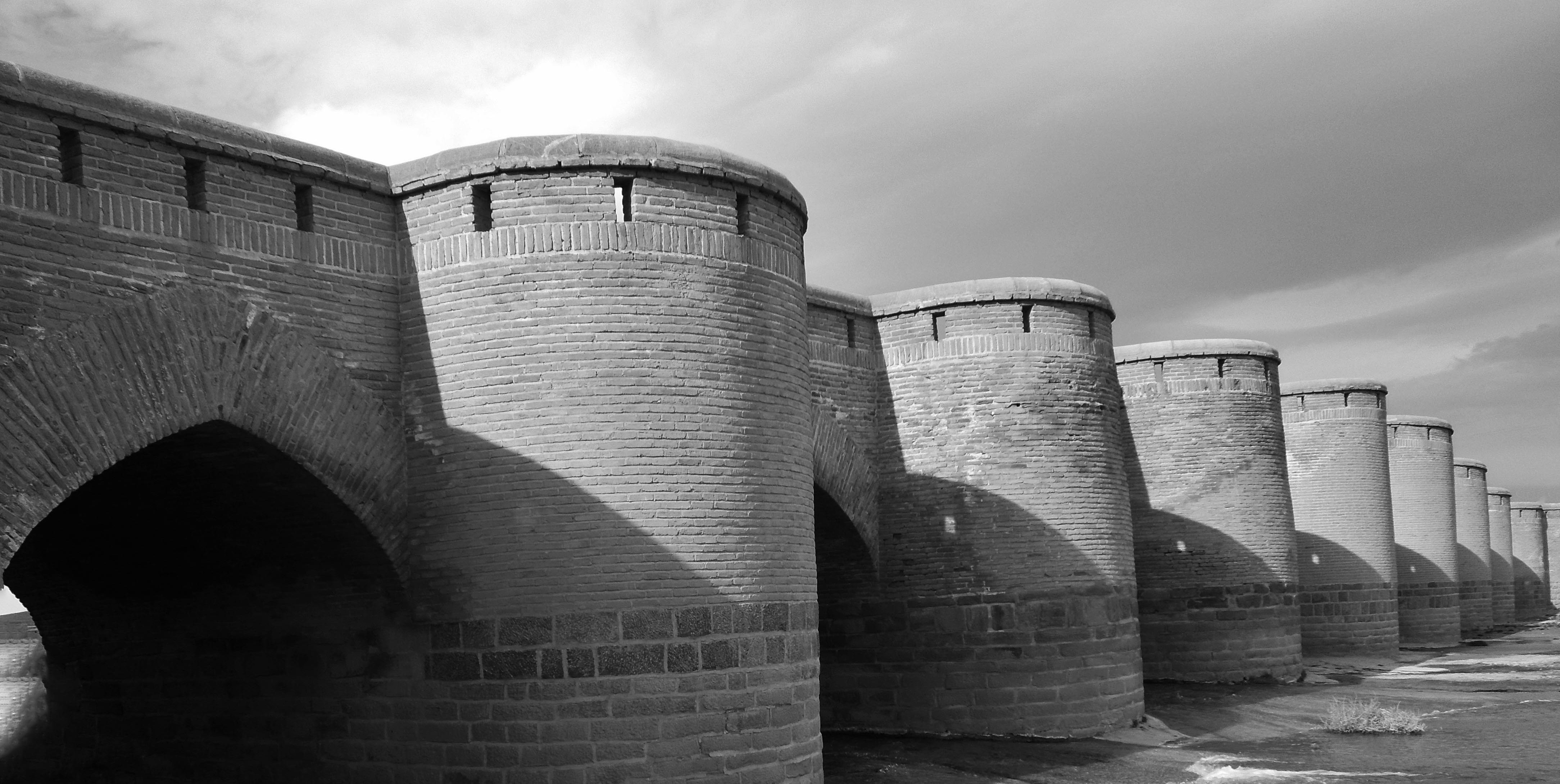
پل فرهاد آباد قروه
دریاچه سراب
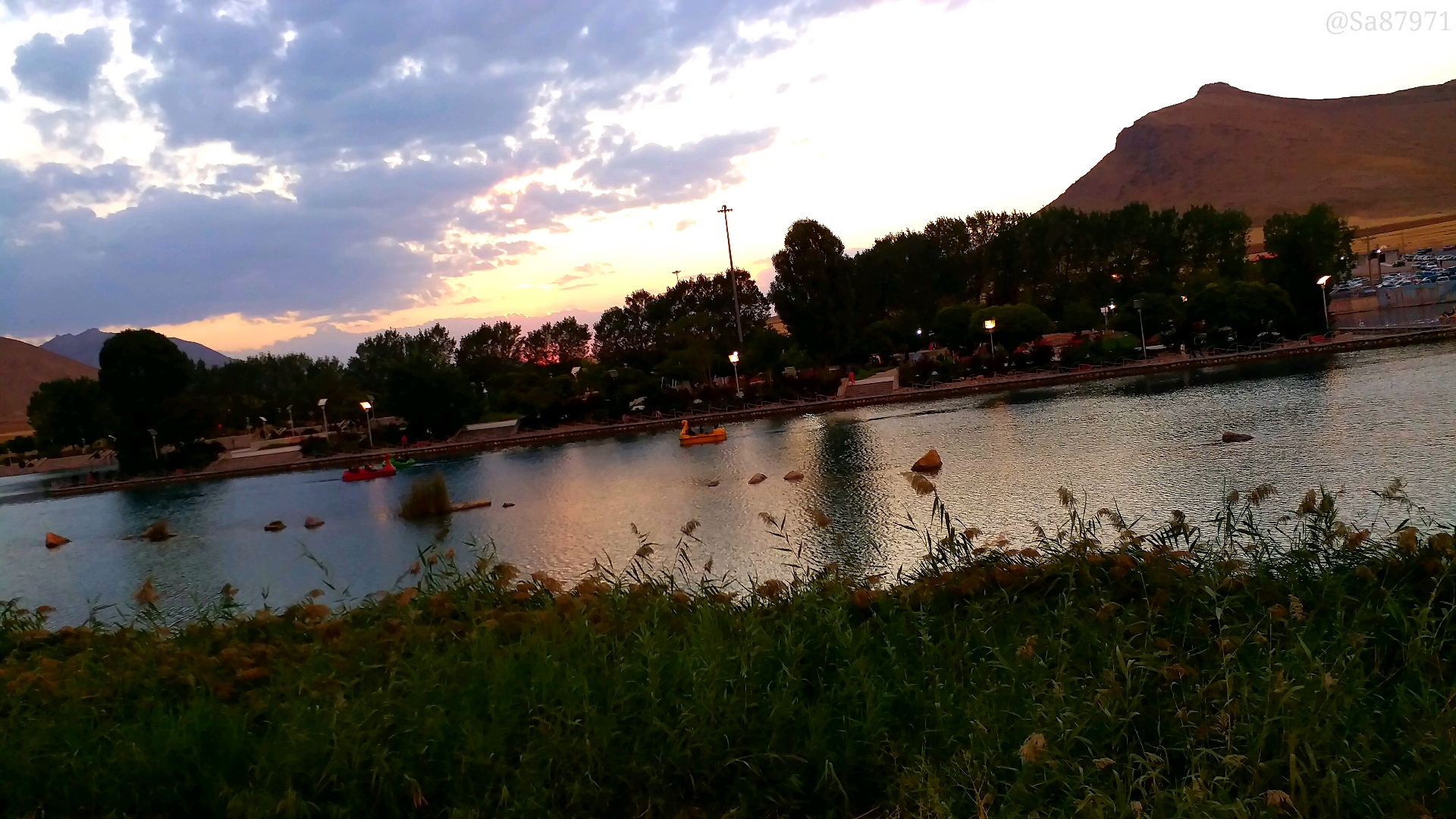
دریاچه سراب کوثر قروه
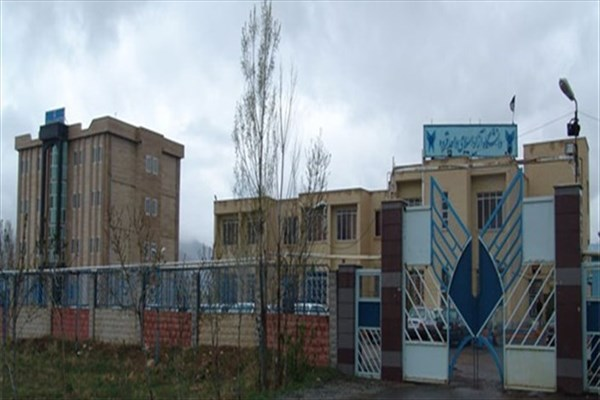
دانشگاه آزاد قروه

## مراکز آموزش عالی و دانشگاه‌ها

### دانشگاه آزاد قروه
دانشگاه آزاد قروه در جمع برترین دانشگاه‌های شمال غرب ایران به‌شمار می‌رود این دانشگاه از سال ۱۳۷۹ با سه رشته و تنها ۴۰ دانشجو تأسیس شد و در حال حاضر ۱۵رشته کاردانی، ۱۲ رشته کارشناسی پیوسته، ۱۰ کارشناسی ناپیوسته و چهار رشته کارشناسی ارشد به فعالیت می‌پردازد. رشته‌های مهندسی هوافضا، مهندسی مکانیک، مهندسی رباتیک، مهندسی فناوری اطلاعات، مهندسی عمران، مهندسی برق، روان‌شناسی و حقوق از جمله رشته‌هایی می‌باشند که به لیست رشته‌های تحصیلی این دانشگاه افزوده شده‌اند. همچنین آزمایشگاه مکانیک خاک و بتن زیر مجموعه گروه رشته عمران در دانشگاه آزاد اسلامی واحد قروه در ماه جاری راه اندازی می‌شود. این آزمایشگاه در مساحت ۷۰ متر مربع در فضای دانشگاه و با ۱۵ دستگاه از قبیل بتن شکن، میکسر بتن، میز ویبره و دستگاه نفوذپذیری آب در بتن و غیره تجهیز شده است.

### دانشگاه پیام نور قروه
ظرفیت پذیرش در دانشگاه پیام نور واحد قروه در سال تحصیلی ۶۶۰ نفر در ۱۵ رشته تحصیلی در مقطع کارشناسی و حدود ۸۰۰ نفر دانشجو مشغول به تحصیل دارد. اکنون این دانشگاه دارای ۱۵ رشته کارشناسی شامل ادبیات فارسی، علوم اجتماعی، الهیات، مدیریت، حسابداری، حقوق، ریاضی محض، آمار، روان‌شناسی، آموزش دینی و عربی، آموزش ریاضی، علوم تربیتی و جغرافیا است.

### مؤسسه آموزش عالی ایرانمهر قروه
هم‌اکنون در این مرکز حدود ۴۵۰ نفر دانشجو مشغول به تحصیل هستند که از این تعداد۳۰۰ نفر در مقطع کارشناسی پیوسته و ۱۵۰ نفر در مقطع کاردانی تحصیل می‌کنند. حدود ۴۰ درصد از دانشجویان از دانش آموختگان غیر بومی هستند که در این شهرستان حضور دارند. این دانشگاه در سال ۹۰ اولین سال تحصیلی خود را در ترم مهرماه با پذیرش ۱۱۰ نفر دانشجو در۳ رشته از طریق کنکور سراسری آغاز نمود که در حال حاضر این مرکز دارای ۱۷ رشته در دو مقطع کارشناسی و کاردانی است.

### مرکز آموزش علمی کاربردی قروه
در حال حاضر بزرگ‌ترین ساختمان آموزشی بخش خصوصی در غرب کشور در این شهرستان احداث شده است که شامل پنج طبقه با زیربنای چهار هزار و ۲۰۰ مترمربع شامل ۳۰ کلاس است. هم‌اکنون یک هزار دانشجو در این مرکز تحصیل می‌کنند از این تعداد۲۵۰ دانشجو از ترم بهمن مشغول به تحصیل در ۲۰ رشته کاردانی و کارشناسی شده‌اند.

## جغرافیای طبیعی

### آب و هوا

نقشه اقلیمی ایران، شهر قروه در منطقه کوهستانی سرد قرار گرفته است.

قروه منطقه‌ای است کوهستانی این شهر بین ۴۷ درجه و ۴۸ دقیقه طول جغرافیایی و ۳۵ درجه و ۱۰ دقیقه عرض جغرافیایی قرار دارد.
ارتفاع قروه از سطح دریا ۱۹۰۰متر می‌باشد که دارای زمستان بسیار سرد با برف‌های سنگین و تابستان نسبتاً خنک است.
|                  | ژانویه | فوریه | مارس | آوریل | مه   | ژوئن | ژوئیه | اوت  | سپتامبر | اکتبر | نوامبر | دسامبر |   |       |
| دمای بیشینه (°C) | ۳٫۹    | ۴٫۱   | ۱۲٫۰ | ۱۷٫۳  | ۲۲٫۴ | ۳۰٫۲ | ۳۳٫۲  | ۳۴٫۱ | ۲۸٫۴    | ۲۱٫۵  | ۱۳٫۰   | ۵٫۳    | Ø | ۱۸٫۸  |
| دمای کمینه (°C)  | -۸٫۰   | -۷٫۴  | -۱٫۳ | ۴٫۰   | ۷٫۳  | ۱۰٫۳ | ۱۳٫۶  | ۱۲٫۸ | ۶٫۵     | ۳٫۰   | -۱٫۵   | -۳٫۲   | Ø | ۳     |
|                  |        |       |      |       |      |      |       |      |         |       |        |        |   |       |
| بارش (mm)        | ۳۷٫۰   | ۴۱٫۵  | ۵۵٫۲ | ۴۲٫۰  | ۲۳٫۷ | ۲٫۷  | ۱٫۹   | ۲٫۳  | ۱٫۵     | ۲۵٫۳  | ۳۶٫۷   | ۴۸٫۰   | Σ | ۳۱۷٫۸ |
|                  |        |       |      |       |      |      |       |      |         |       |        |        |   |       |
| روزهای بارانی    | ۱۰٫۰   | ۹٫۸   | ۱۱٫۷ | ۹٫۷   | ۷٫۴  | ۱٫۶  | ۰٫۶   | ۰٫۷  | ۰٫۶     | ۵٫۳   | ۷٫۲    | ۹٫۴    | Σ | ۷۴    |

| -۸٫۰ |

| -۷٫۴ |

| -۱٫۳ |

| ۴٫۰ |

| ۷٫۳ |

| ۱۰٫۳ |

| ۱۳٫۶ |

| ۱۲٫۸ |

| ۶٫۵ |

| ۳٫۰ |

| -۱٫۵ |

| -۳٫۲ |

| -۸٫۰ |

| -۷٫۴ |

| -۱٫۳ |

| ۴٫۰ |

| ۷٫۳ |

| ۱۰٫۳ |

| ۱۳٫۶ |

| ۱۲٫۸ |

| ۶٫۵ |

| ۳٫۰ |

| -۱٫۵ |

| -۳٫۲ |

| بارش | ۳۷٫۰   | ۴۱٫۵  | ۵۵٫۲ | ۴۲٫۰  | ۲۳٫۷ | ۲٫۷  | ۱٫۹   | ۲٫۳ | ۱٫۵     | ۲۵٫۳  | ۳۶٫۷   | ۴۸٫۰   |
|      | ژانویه | فوریه | مارس | آوریل | مه   | ژوئن | ژوئیه | اوت | سپتامبر | اکتبر | نوامبر | دسامبر |

### کوه‌های قروه
شهرستان قروه دارای ارتفاعات بسیاری است که مهم‌ترین آن‌ها عبارتند از کوه پریشان ٬بدر ٬پنجه علی، ابراهیم عطار، یوسف سیاه، شعبان کچل، خرسه ریه، سه زرده که مهم‌ترین آن کوه بدر و پریشان است.
کوه پریشان: در جنوب شرقی شهرستان قروه واقع شده است. برای رسیدن به دامنه این کوه، با حرکت از شهرستان قروه، ابتدا ۱۰ کیلومتر از مسیر جاده همدان طی می‌شود سپس به سمت راست تغییر مسیر داده (جاده فرعی کنار پادگان قدس) و پس از عبور از روستاهای میهم سفلی و علیا (تا این قسمت جاده آسفالت بوده و ادامه مسیر شن ریزی می‌باشد)، ولی آباد و نعمت‌آباد به دامنه کوه پریشان می‌توان رسید. این کوه از چهار قله صخره‌ای تشکیل شده که بلندترین آن قله پریشان می‌باشد که از دور همانند کوهان‌های شتر (دوکوهانه) نمایان است.
کوه بدر: در جنوب شهرستان قروه و حد فاصل مرز استان کردستان و کرمانشاه با ارتفاع ۳۲۹۸ متر از سطح دریا قرار دارد. برای رسیدن به دامنه کوه، از این مسیرها می‌توان گذشت. از قروه به طرف روستاهای قلعه، سرتیپ آباد، امین آباد، پیر سلیمان و از آخرین روستا یعنی پیر سلیمان پناهگاه مشاهده می‌شود. در فصل تابستان از راه جیب رو تا منطقه چمنزار زیر یال پناهگاه می‌توان با ماشین رفت. بدر به نام کوه میهمین نیز معروف است زیرا این کوه بر دو قریه میهم محیط است.
چشم‌انداز بدر: این کوه در ارتفاع ۲۶۰۰ متری ضلع غربی بدر واقع شده که دارای آب گوارا می‌باشد و در فصل تابستان علاقه‌مندان زیادی را به خود جذب می‌کند. کانی به زبان کردی یعنی چشمه، بنا به روایتی می‌گویند یکی از شاهان صفوی در زمان لشگرکشی در این محل اتراق نموده و این چشمه را پسندیده است.
کوه پنجعلی: کوه پنجعلی از کوه‌های حاشیه زاگرس است که در۲۶ کیلومتری جنوب باختری قروه و جنوب خاوری روستای قره بلاغ پنجه واقع شده و ۲۸۶۰ متر ارتفاع دارد. قله آن صخره‌ای می‌باشد از دور صخره‌های آن به حالت پنج انگشت مشخص است و این یکی از مهم‌ترین جاذبه‌های این کوه می‌باشد همچنین رودخانه‌های چم سنگ سیاه از این کوه سرچشمه می‌گیرند.
مسیرهای صعود: جهت رسیدن به دامنه کوه از ۳ مسیر کنگره، مشیرآباد پنجه و قره بلاغ پنجه می‌توان به قله صعود کرد.
کوه یوسف سیاه: یوسف سیاه با ارتفاع ۲۹۹۲ متر در ۱۵ کیلومتری جنوب شرقی قروه واقع است. قله‌های مشرف به آن خرسه ریه و شعبان کچل می‌باشد. نزدیکترین روستا برای دست یابی به یوسف سیاه روستای ولی آباد است. این کوه به واسطه داشتن قله‌ای صخره‌ای و شیب زیاد همچنین صعب العبور بودن، کمتر کسی آن را برای صعود انتخاب می‌کند. همین امر باعث شده تا پوشش گیاهی غنی داشته و حیوانات زیادی آنجا را برای خود پناهگاهی امن انتخاب کنند. طول دیواره آن حدود ۲۵۰ متر می‌باشد که بر روی آن سه مسیر زده شده است. مسیر معمولی کوهنوردی برای دستیابی به قله این کوه از جبهه جنوبی می‌باشد اما به علت دور بودن از قروه کوهنوردان این شهر بیشتر از مسیر شمالی آن را صعود می‌کنند برای صعود این قله از روستای ولی آباد در فصل تابستان حدود ۳ ساعت زمان لازم است. صعود همین مسیر در فصل زمستان حدود ۵ ساعت طول می‌کشد.
کوه کولاوا: کوه کولاوا با ارتفاع ۲۴۰۰ متر در جنوب غربی قروه قرار دارد. در واقع این کوه سمبل و نماد این شهر می‌باشد و اکثر کوهنوردان تمرینات خود را از این کوه شروع نموده‌اند. قله آن شبیه سر اژدهایی است که چانه خود را بر سنگی نهاده و شهر را در پناه خود دارد و آن را از هر پلیدی و گزندی محافظت می‌نماید زیر قله کولاوا صخره ایی به ارتفاع ۲۰ متر وجود دارد که مربوط به دوره ساسانیان است.
کوه قلوز و قله‌های آن: قلوز در زبان محلی به معنی صعب العبور و دیواره سنگی است این کوه سه قله دارد قله‌های سه‌گانه قلوز قلوز کوچک، قلوز وسط، قلوز بزرگ در جنوب قروه واقع شده است. ارتفاع بلندترین قله آن (قلوز بزرگ) ۳۱۰۰ متر می‌باشد قله‌های قلوز از سمت جنوب مُشرف به روستاهای پیر سلیمان و امین آباد است از سمت غرب به روستاهای قلعه و سرتیپ آباد و همچنین قله زرده چرمو با ارتفاع ۳۰۰۰ متر در سرتیپ آباد می‌باشد از سمت شرق مُشرف به روستای سرقل – میهم علیا و میهم سفلی می‌باشد.
مسیر صعود به قله اصلی قلوز ابتدا از قروه به سمت روستای قلعه شهرک بدر قروه که در ۲ کیلومتری و سپس به روستای سنگین آباد که در ۸ کیلومتری جنوب قروه واقع شده می‌توان حرکت کرد پس از گذشتن از آبشار سنگین آباد که در ۱ کیلومتری روستا قرار دارد، وارد دره‌ای می‌شویم و از سمت چپ آن حرکت می‌کنیم در سمت بالای دره چشمه‌ای وجود دارد در ادامه مسیر به چمنزاری می‌رسیم که چشمه آن در تمام فصول آب دارد و بالاتر از آن آخرین چشمه قرار دارد که فقط در فصل بهار آب دارد اما در سایر فصول باید از چشمه واقع در چمن آب برداشت.
قلوز وسطی: از آبشار سنگین آباد به سمت راست می‌رویم در طول مسیر دو چشمه وجود دارد یکی کانی پرویز و دومی چشمه‌ای که روبروی دکل مخابراتی و داخل چمنزار است.
قلوز کوچک: از سمت راست مسیر آبشار سنگین آباد می‌توان به قله قلوز کوچک رسید قله‌های قلوز جزو اراضی مرتعی روستای سنگین آباد می‌باشد و دارای پوشش گیاهی مناسب و مراتع بکری است همچنین زیستگاه حیواناتی مانند خرگوش، بُزکوهی، کل، گرگ، جغد، روباه و شغال است.